# Anacondaz
Anacondaz est un groupe russe de hip-hop, originaire d'Astrakhan. Quintette, le groupe compte à son actif 7 albums studio et 2 EP.

## Histoire
Andrei Nikitin qualifie leur album Smačnye ništjaki (sorti en 2009) de « probablement l'album le plus sous-estimé de 2009 ». Sergej Karamushkin, sous le pseudonyme Očerednoj MC, participe au 9e battle officiel sur hip-hop.ru, et atteint le huitième tour où il perd face au rappeur Babangida. Les morceaux Ètjud v bagrovyh tonah et Smertelʹnoe oružie, avec lesquels Sergej participe respectivement au septième et au huitième tour,, sont inclus dans l'album suivant du groupe.
En mai 2012, le deuxième album studio du groupe intitulé Deti i raduga est publié. Il bénéficie d'une certaine couverture médiatique. En particulier, le portail colta.ru le place dans la liste des « albums du mois » de mai. Natalia Yugrinova, chroniqueuse musicale du portail, note l'augmentation du niveau musical du groupe et écrit sur ses grandes perspectives.
Le 16 juillet 2013, lors d'une soirée dédiée au septième anniversaire de Maxim Online, une composition commune avec le groupe Tarakany! intitulée Samyj sčastlivyj čelovek na Zemle  est présentée. En novembre 2013, planeta.ru lance une campagne de financement participatif pour le mastering du disque à venir. La somme requise de 120 000 roubles est collectée en 12 jours. Contrairement aux précédentes sorties du groupe, le mastering du nouvel album, intitulé Bez paniki, n'est pas pris en charge par les musiciens du groupe eux-mêmes, mais par une société tierce 360 Mastering, basée à Londres.
Le 15 juin 2015, la deuxième campagne de financement participatif de l'histoire du groupe pour le mastering de l'album à venir est publiée sur planeta.ru. Un jour plus tard, les 200 000 roubles requis sont collectés, et plus d'un demi-million de roubles sont récoltés au total pour l'album. Le 22 septembre 2015, un clip du morceau Mne mne mne de l'album à venir est publié, et le lendemain, dans une interview accordée au portail Rap.ru, la date de sortie de l'album est annoncée pour le 24 septembre.
En 2022, le groupe se prononce contre la guerre de la Russie contre l'Ukraine, ce qui lui vaut l'annulation de concerts et son inscription sur une « liste informelle d'artistes interdits »,.

## Discographie

### Albums studio
- 2009 : Smačnye ništjaki
- 2012 : Deti i raduga
- 2014 : Bez paniki
- 2015 : Bajki insajdera
- 2017 : Vyhodi za menja
- 2018 : Ja tebja nikogda
- 2021 : Perezvoni mne +79995771202